# Proculus

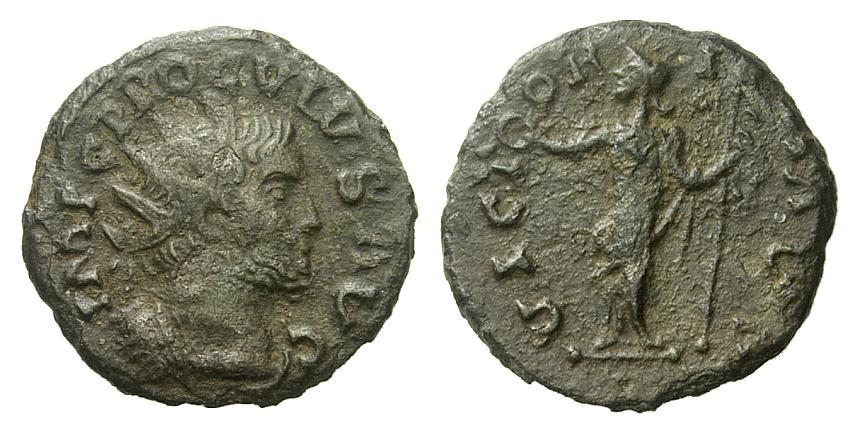
Antoninian des Proculus.

Proculus († 281) war ein römischer Usurpator, der sich im Jahr 280/81 möglicherweise zusammen mit Bonosus gegen Kaiser Probus erhoben hat und für wenige Wochen regierte.

## Leben
Die Usurpation des Proculus wird, zusammen mit drei anderen Usurpationen, in einer Vita der spätantiken Historia Augusta, einer wenig zuverlässigen Quelle, relativ ausführlich beschrieben. Dort werden seine Herkunft und seine Karriere dargelegt. Demnach leitete er seine Herkunft von den Franken ab. Er soll ein Adliger gewesen sein und in Albingaunum gelebt haben. Seine Vorfahren seien durch Raub zu Reichtum gelangt. Er soll mit einer gewissen Samso verheiratet gewesen sein und mindestens einen Sohn, Herennianus, gehabt haben. Beide gelten allerdings als fiktive Personen.
Proculus wird als ein erfahrener Soldat beschrieben. Als die Bevölkerung von Lugdunum ihn aus Angst vor dem Kaiser Probus fragte, ob er bereit sei, Kaiser zu werden, akzeptierte er. Nachdem er das Amt übernommen hatte, war er in der Lage, 2000 eigene Sklaven zu bewaffnen.
Bei seiner Rückkehr aus Syrien zwang Probus ihn zum Rückzug nach Norden. Nachdem es ihm nicht gelungen war, bei den Franken Unterstützung zu finden, wurde er verraten und an Probus ausgeliefert, der ihn töten ließ.

## Münzen
Die Existenz des Proculus wurde in der Forschung oft angezweifelt, da die Historia Augusta allgemein sehr unzuverlässig ist (fast alle Dokumente werden als Fälschungen angesehen, mehrere Personen gelten als fiktiv, ebenso wie viele Geschehnisse), besonders was die zweite Hälfte der Viten betrifft. Doch tauchte in den 1990er Jahren eine Münze des Proculus auf, die als echt bewertet wurde und sich heute in der Staatlichen Münzsammlung München befindet; ein zweites Exemplar wurde 2012 in Nordengland von Sondengängern gefunden (siehe Bild). Die Existenz des Usurpators wird somit nunmehr anerkannt, wenn auch die Vita in der Historia Augusta nur mit äußerster Vorsicht zu behandeln ist.